# 羽田綏子
羽田 綏子（はた やすこ、1940年1月19日 - ）は、日本の第80代内閣総理大臣である羽田孜の妻。東京都出身。

## 経歴
東京都出身。祖父はカルピス製造の会長や同志社理事を務めた津下紋太郎。父は日本理研ゴム（現・オカモト）の副社長を務めた津下綱平。恵泉女学園高等部、桑沢デザイン研究所を卒業。また平凡出版（現・マガジンハウス）でのアルバイトを経て、当時小田急バスに勤めていた羽田孜と見合いを通じて1965年（昭和40年）12月5日に結婚。
1967年（昭和42年）に長男の羽田雄一郎、1969年（昭和44年）に次男の羽田次郎を出産。
1969年（昭和44年）の第32回衆議院議員総選挙に夫の孜が当選し、代議士の妻となる。また1994年（平成6年）4月28日に夫が内閣総理大臣に就任し、同年6月30日までのおよそ2か月間、ファーストレディとして活動した。1996年（平成8年）には東京新聞出版局より首相夫人としての生活を綴った『首相公邸 ハタキたたいて64日』を出版。

## 著書
- 『首相公邸 ハタキたたいて64日』（東京新聞出版局、1996年9月）